# 国木田治子
国木田 治子（くにきだ はるこ、1879年（明治12年）8月7日 - 1962年（昭和37年）12月22日）は、明治から昭和時代にかけての女性。小説家。本名は治。国木田独歩の妻。夫の没前後の約10年間、小説を書いた。

## 生涯
榎本正忠と米との第一子として、東京市神田末広町（現・東京都千代田区外神田）に生まれた。正忠は旗本の三男で、士官学校で図画を教えたこともあった。1888年（明治21年）、家が麹町一番町へ移り、富士見小学校に入った。
1895年（明治28年）、16歳の時に父・正忠が没して榎本家の戸主となる。1898年（明治31年）、19歳で隣家の下宿人だった国木田独歩と結婚した。独歩は再婚であった。貧しさの中で転々と引っ越しながら、1899年（明治32年）に長女・貞子、1902年（明治35年）1月に長男・虎雄、1904年（明治37年）に二女・みどりを生む。
1902年（明治35年）、独歩が職を得て暮らしが落ち着き、23歳の治子は小説を書き始めた。独歩の愛人が同居するなど家が乱れたが、独歩は1908年（明治41年）に没した。その3ヶ月後に二男・哲二が生まれる。
1911年（明治44年）、32歳で『青鞜』の賛助員となり、創刊号に『猫の蚤』を載せた。1912年（明治45年/大正元年）から1918年（大正7年）まで三越の食堂部に勤め、また生け花を教えて生活費を稼ぎ、約10年に及んだ文筆活動からは遠ざかった。
晩年を二女・柴田みどり方で過ごし、1962年（昭和37年）に没した。

## 人物
貧乏暮らしに愚痴ひとつ言うこともなく独歩に尽くし、周囲からその良妻ぶりを褒め称えられている。独歩自身も「極めて余に忠実なり」と書き残している。

## 文筆の記録
各列の → 印の後ろは、再版や文学全集への収録など。
- 『貞ちゃん』、婦人界（1903年1月）
- 『料理会』、新古文林（1906年6月）、（新古文林は、独歩が当時発行していた雑誌）
- 『愁ひ』、新古文林（1906年8月）
- 『お露』、東洋婦人画報（1907年10月）
- 『胸騒ぎ』、東洋婦人画報（1907年11月）
- 『当世』、中央公論（1908年2月）
- 『家庭に於ける独歩』、新潮（1908年7月）
- 『破産』、『萬朝報』（1908年8月18日 - 9月30日）→ （「現代日本文学大系5、筑摩書房（1972）」に収録
- 『モデル』、中央公論（1908年11月）→ （「岡田八千代編：『閨秀小説12編』、博文館（1912）」に収録）
- 『真ごころ』、婦人倶楽部（1908年12月）
- 『孫』、活動之友（1909年1月）
- 『報』、読売新聞（1909年1月）
- 『黄八丈』、新世紀（1909年5月）
- 国木田独歩・治子共著：『黄金の林』、有倫堂（1909年12月）（独歩の作品と治子の『破産』とを収録）→ 大阪屋（1916年）
- （編著）、『独歩書簡』、新潮社（1910年5月）
- （編著）、『独歩小品』、新潮社（1910年5月）
- 『鶉』、中央公論（1910年12月）
- 『妹』、婦人界（1911年6月）
- 『猫の蚤』、青鞜（1911年9月）
- 『萩の宿』、少女の友（1911年9月）
- 『おさと』、文芸倶楽部（1913年6月）
- 『小夜千鳥』、岡村書店（1914年3月）
- （編著）、『独歩手記』、早稲田文学社（1916年5月）
- 『夫独歩の謎』、筑摩書房 現代日本文学全集50の月報（1956年）

　没後
- 『破産』、「筑摩書房 明治女流文学集 2（1965年）」中の一篇
- 『破産』、「筑摩書房 現代日本文学大系 5（1972年）ISBN 9784480100054」中の一篇